# Ши Ле
Ши Ле (спрощ.: 石勒; піньїнь: Shi Le; 274 —333) — китайський полководець і державний діяч, засновник і перший правитель династії Пізня Чжао.

## Життєпис

### Кар'єра
Походив з кочового племені цзе, родичів сюнну. Син Чжоухечжу, молодшого вождя племені цзе. Ши Ле при народженні ймовірно мав ім'я Фуле. Спочатку мешкав разом із племенем у провінції Бін, а згодом перебирається до Усяну (сучасне м. Цзінчжун провінції Шаньсі). У 303 році внаслідок сильного голоду цзе потрапили у тяжке становище. Фуле стає наймитом у заможних китайців, а незабаром його продають у рабство до аристократів Ши. Від них майбутній імператор й отримав ім'я Ши Ле.
304 року Ши Ле звільняється з рабства, організує власний загін, з яким приєднався до повсталого принца Сима Іна. Після загибелі останнього у 306 році приєднується до очільника сюнну Лю Юаня. Разом з ним розпочав боротьбу на боці держави Рання Чжао проти династії Цзінь. Після смерті у 310 році Лю Юаня Ши Ле брав участь у внутрішніх суперечках синів Лю Юаня. У 319 році Ши Ле оголосив себе ваном Чжао. Своєю столицею зробив Сянгуо (сучасне місто Сінтай).

### Імператор
Після отримання фактичної незалежності Ши Ле розпочав тривалі війні з напівнезалежними губернаторами династії Цзінь, володарями з Ранньої Чжао. До 321 році вдалося захопити землі сучасних провінцій Хебей, Шаньдун, Аньхой, Хенань. Зрештою Ши Ле приєднав до своїх володінь міжріччя Хуанхе та Хуай. Під час цих боїв було вбито 100 тисяч вояків та 48 князів.
Протягом 322–324 років тривали запеклі сутички з військовиками держави Цзінь. З 324 року розпочалася нова війна з державою Рання Чжао. У 325 році війська Ши Ле захопили Лоян, а у 328 році завдали рішучої поразки ворогові, узявши м. Чан'ань. У 329 році остаточно переміг Ранню Чжао, повністю знищивши рід Лю. У 330 Ши Ле прийняв титул імператора під ім'ям Гао-цзу. В цей час починаються конфлікти з тюркською державою Тоба. Втім 333 року помер від хвороби, оголосивши спадкоємцем свого сина Ши Хуна.